# Стефан IX Томша
Стефан IX Томша (бл. 1564–1623) — господар Молдавії у 1611—1615 і 1621—1623 роках. Відомий також як Штефан Томша II.

## Життєпис
Походив з молдавського роду Томша. Син Стефана VII Томши.Після загибелі батька у 1564 році деякий час залишався в Речі Посполитій. Згодом служив найманцем у різних європейських державах, зокрема Генріха IV Бурбона, короля Франції. На початку 1600-х років перебрався до Османської імперії, брав участь у війні проти Персії
У 1611 року отримав від султана Ахмеда I фірман на господарство Молдавське, зібрав армію з найманців, отримав допомогу від кримських татар на чолі із Кан-Темир-беєм і розбив польське військо на чолі із Станіславом Жолкевським, вигнавши Костянтина Мовіле. Відомий своїми масштабними будівельними проектами, у тому числі великим монастирем у селі Солча Намагався обмежити свавіллю бояр, у відповідь останні влаштували проти нього змову. Стефан IX Томша звернувся за допомогою до містян, чиновників та найманців. У вирішальній битві біля Ясс завдав нищівної поразки повсталим. Багато полонених бояр було страчено.
У 1613 і 1615 роках придушив декілька повстань бояр. Втім наприкінці 1615 року запрошена боярством військо на чолі із Михайлом Вишневецьким і Самійлом Корецьким вдерлося до Молдавії. У битві біля Тетерені Стефан IX Томша зазнав поразки і втік до Криму. На молдавський престол був посаджений Олександр Мовіле. Стефан Томша продовжив боротьбу з ним.
1621 року відновлений на троні Молдавії рішенням султана Османа II. 1622 року на вимогу останнього передав під владу турок Томарово з навколишніми землями, значну частину цинути (повіта) Галац. Намагався домовитися з боярами і поляками. Був зміщений в 1623 році і помер того ж року на узбережжі Босфору.